# Melanolophia muscitincta
Melanolophia muscitincta är en fjärilsart som beskrevs av W. Warren 1905. Melanolophia muscitincta ingår i släktet Melanolophia och familjen mätare. Inga underarter finns listade i Catalogue of Life.